# Henry Tang
Conformément à la coutume hongkongaise, le nom chinois est Tang Ying-yen et le nom occidental est Henry Tang.
Henry Tang Ying-yen, né le 6 septembre 1952 à Hong Kong, est un homme politique hong-kongais.